# Viktor Lenel
Victor Lenel (* 18. Juni 1838 in Mannheim; † 17. Oktober 1917 ebenda) war ein deutscher Industriepionier.

## Leben und Werk
Er war ein Sohn von Moritz Lenel. Nach dem Besuch des Gymnasiums in Mannheim absolvierte er ein Studium an der Universität Heidelberg und trat 1866 in die väterliche Handelsfirma ein, deren Leitung er nach dem Tod des Vaters zusammen mit seinem Bruder Alfred übernahm, und diese in „Gebr. Lenel“ umfirmierte.
1873 gründeten Viktor und Alfred Lenel mit dem Kaufmann Friedrich Julius Bensinger (1841–91) und dem Bankhaus Hohenemser & Söhne in Mannheim die „Rheinische Hartgummi-Waaren-Fabrik“, in der seit 1884 Weichgummi und seit 1886 Celluloid hergestellt wurde.
Am 27. März 1885 wurde die Fabrik in Neckarau durch einen Brand zerstört. Nach dem Wiederaufbau, der vom 1. April bis zum 31. Dezember 1885 erfolgte, firmierte sie unter der Bezeichnung „Rheinische Gummi- und Celluloidfabrik“.
Diese beschäftigte 1907 rund 500 Betriebsmitarbeiter und 15 Verwaltungsangestellte. Dazu kam 1886 die „Fabrik wasserdichter Wäsche Lenel, Bensinger & Co“. Die „Rheinische Gummi und Celluloid Fabrik“ entwickelte die Blas-Press-Methode für Kunststoffe zur Fertigung von Puppenköpfen und Tischtennisbällen aus Celluloid. 1899 wurde die Schildkröte rückwirkend bis 1889 als gesetzliches Warenzeichen geschützt. Ihr Panzer sollte an die Tönung und Musterung von Celluloid-Erzeugnissen erinnern.
Ab 1875 war Viktor Lenel für die Nationalliberalen Mitglied des Bürgerausschusses, Handelsrichter und Mitglied mehrerer Aufsichtsräte von Aktiengesellschaften, so unter anderem von 1899 bis 1905 Aufsichtsratsvorsitzender der Hamburg-Mannheimer Versicherung. Von 1898 bis 1903 war Viktor Lenel Vizepräsident, danach bis 1911 Präsident der Mannheimer Handelskammer. Von 1905 bis 1909 war er erstes jüdisches Mitglied der ersten Kammer der Badischen Landstände. Nach dem Tode seines Vaters 1876 stiftete er mit seinen Geschwistern die Studienförderung „Moritz-und-Caroline-Lenel-Stiftung“ und anlässlich seines 70. Geburtstags ein Kinder-Erholungsheim, das Viktor-Lenel-Stift in Neckargemünd – den notwendigen Baugrund dafür steuerte die Stadt Neckargemünd bei –, das 1911 der Verwaltung der Stadt Mannheim übergeben wurde. Nach seinem Tod wurde er auf dem jüdischen Friedhof in Mannheim beerdigt.
Sein Sohn Richard Lenel führte das Familienunternehmen bis 1938 fort.

## Porträt
- 1911 Bronzeguss, einseitig, 105 mm. Medailleur Benno Elkan. Text: MEINEN KINDERN ZV WEIHNACHTEN 1911 / VICTOR LENEL – Bärtige Büste nach links. Literatur: Menzel-Severing no. 186.